# Marxistisch-Leninistische Partei Deutschlands
Marxistisch-Leninistische Partei Deutschlands (MLPD) blev dannet i Vesttyskland i 1982 og var et tysk maoistisk parti. I dag er det en af de største smågrupper til venstre for Die Linke.
Partiet har ca. 300 medlemmer, det udsender en ugeavis der hedder Rote Fahne i omkring 7.500 eksemplarer. Partiets formand er Stefan Engel.
MLPD's ungdomsorganisation hedder Rebell.